# ليرجيت 24
ليرجيت 24 (بالإنجليزية: Learjet 24)‏ هي نفاثة أعمال أنتجت في 1966. من صناعة ليارجيت. كان أول طيران لها في 24 يناير 1966. صنع منها 259 طائرة.

## المستخدمون
- عسكرية
- ناسا